# Berningerus gorilloides
Berningerus gorilloides là một loài bọ cánh cứng trong họ Cerambycidae.